# Epimedium pstre
Epimedium pstre (Epimedium ×versicolor E.Morren) – mieszaniec roślin z rodziny berberysowatych. Powstał w wyniku skrzyżowania Epimedium grandiflorum i E. pinnatum. Jest uprawiany w wielu krajach jako roślina ozdobna i jest najczęściej uprawianym gatunkiem epimedium.

## Morfologia
Bylina o wysokości do 30 cm tworząca gęste dywany. Liście pojedyncze, o sercowatej nasadzie. Młode są często czerwono wybarwione, również jesienią liście przebarwiają się. Roślina wytwarza rozłogi. Zwisające kwiaty z ostrogami są zebrane po kilka–kilkanaście na cienkich szypułkach ponad liśćmi. Są duże, mają u różnych odmian kolor biały, żółty lub różowy. Kwitną w drugiej połowie kwietnia, dość krótko.

## Zastosowanie
Jest uprawiany przeważnie w grupach jako roślina okrywowa pod drzewami, krzewami, gdyż jako jedna z niewielu roślin znosi zacienienie. Uprawia się go głównie ze względu na ładne i wybarwiające się liście, ładne są również kwiaty. Jest łatwy w uprawie.

## Uprawa
- Wymagania. Gleba powinna być gliniasto–próchniczna, żyzna i stale wilgotna. Najlepsze jest stanowisko zacienione lub półcień. Mrozoodporność wystarczająca[4].
- Sposób uprawy. Na wiosnę stare rośliny przycina się tuż przy ziemi. Przez lato nawozi się nawozami wieloskładnikowymi.
- Rozmnażanie. Rozmnaża się łatwo przez podział rozrośniętych kęp (po przekwitnięciu rośliny). Można również przez oddzielanie nowych roślin powstających na kłączach.